# Galerius Antoninus
Marcus Galerius Aurelius Antoninus († vor 138) war ein Sohn des Kaisers Antoninus Pius und der älteren Faustina.
Über Galerius Antonius ist nur wenig bekannt. Er war eines von vier Kindern Faustinas der Älteren und des Antoninus Pius. Er hatte einen Bruder, Marcus Aurelius Fulvus Antoninus, sowie zwei Schwestern, Aurelia Fadilla und die zukünftige Kaiserin Faustina die Jüngere.
Obwohl die Historia Augusta berichtet, Antoninus Pius habe zwei Söhne gehabt (deren Namen aus Inschriften vom Hadriansmausoleum bekannt sind), behauptet Cassius Dio, Pius habe keine Söhne gehabt, als er 138 von Hadrian adoptiert wurde. Diese dürftige Information lässt zwei Optionen offen: Entweder starb Galerius Antoninus bereits vor Pius’ Amtsantritt oder er wurde zwischen 138 und 140/1 geboren. Nachdem frühzeitige Biographen nie über den Jungen berichten, muss er vor seines Vaters Machtantritt gestorben sein. Einige frühe Gelehrte, darunter Cohen, glaubten, Galerius Antoninus habe nach dem Aufstieg seines Vaters weitergelebt, bis 145 n. Chr., da Münzen ein fast erwachsenes Porträt des jungen Galerius zeigen.

## Numismatik

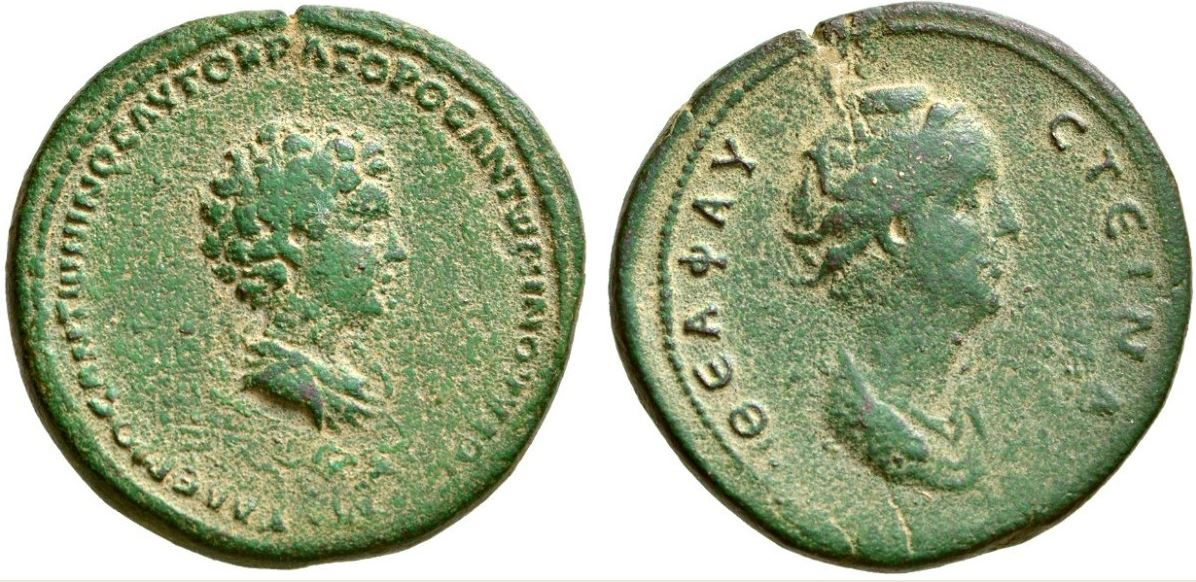
Bild einer Münze mit Bildnis des Galerius Antoninus – Sohn des Antoninus Pius (links), die rechts abgebildete Seite der Münze zeigt seine Mutter Faustina

Galerius Antoninus ist nur auf Kupfermünzen abgebildet, welche in den Provinzen im Umlauf waren (hauptsächlich in den Balkanregionen). Seine Münzprägung war auf zwei Nominale aufgeteilt, vergleichbar mit dem Imperialen Sesterz, Dupondius oder As. Obwohl diese Münzen nur griechische Inschriften aufweisen, wurden sie vermutlich in Rom geprägt und im Anschluss in die jeweiligen Provinzen verbracht. Sie müssen bereits nach Faustinas Tod geprägt worden sein, da sie schon diva war. Das Fehlen des Titels Caesar sowie der Bezeichnung divo sind Hinweise auf den frühen Tod vor 138, da sichtlich seine Familie zu seinen Lebzeiten keinen imperialen Rang hatte.